# Liste der Stolpersteine in Ebersbach an der Fils
In der Liste der Stolpersteine in Ebersbach an der Fils sind alle
drei
Gedenksteine aufgeführt, die in Ebersbach an der Fils im Rahmen des Stolpersteine-Projekts des Künstlers Gunter Demnig im November 2018 verlegt wurden. Mit Stolpersteinen soll Opfern des Nationalsozialismus gedacht werden.

## Stolpersteine in Ebersbach an der Fils
| Bild | Inschrift | Adresse                 | Verlege- datum | Zusätzliche Informationen |
| ---- | --- | ----------------------- | -------------- | --- |
|      | FRANZISKA NEUMANN JG. 1909 MIT HILFE DER PFARRHAUSKETTE VERSTECKT GELEBT VERRATEN / VERHAFTET DEPORTIERT 1943 ERMORDET IN AUSCHWITZ | Büchenbronner Straße 34 | 14. Nov. 2018  | Franziska Neumann wurde am 8. September 1909 als Tochter von Leopold und Pauline Müller, geb. Steindler, in Themar geboren. Ab 1937 lebte sie mit ihrem Ehemann Erich Neumann und den zwei Söhnen Ludwig, genannt Lutz Neumann (* 14. März 1934 in Gießen) und Wolfgang Neumann (* 23. August 1936 in Gießen) in Eschwege. In der Reichspogromnacht 1938 wurde Erich Neumann, der eine Stelle als Lehrer und Kantor in der orthodoxen jüdischen Schule innehatte, verhaftet und nach Durchgang des KZ Buchenwald im KZ Dachau interniert. Nach seiner Entlassung Ende Dezember 1938, die von Franziska durch die Vorlage eines auf ihn ausgestellten aber gefälschten Ausreisevisums nach San Domingo forciert wurde, gelang ihm im Sommer 1939 die Ausreise nach England in das vom britischen Council for German Jewry initiierten Durchgangslager Kitchener Camp in Richborough. Franziskas eigene Ausreisepläne verhinderte der Kriegsausbruch. Sie zog mit den Söhnen und ihrer verwitweten Mutter im Herbst 1939 nach Berlin, Charlottenburg und wurde bei der C. Lorenz AG dienstverpflichtet. Als Franziska Anfang 1943 den Stellungsbefehl zur Deportation erhielt, ihre Mutter war bereits am 14. Dezember 1942 ins KZ Auschwitz verschleppt worden, flüchtete sie und die Kinder mit Unterstützung von Mitgliedern der Bekennenden Kirche und gelangten über die Württembergische Pfarrhauskette nach Ebersbach an der Fils in das Haus des Pastors Hermann Diem. Hier lebte die dreiköpfige Familie ca. 3 Wochen getarnt als Berliner Bombenflüchtlinge. Franziska wurde denunziert, im April 1943 von der ortsansässigen Gendarmerie verhaftet und nach Stuttgart in Gestapohaft überstellt. Die Jüdische Kultusgemeinde Stuttgart brachte die Söhne vorübergehend im jüdischen Wohn- und Altersheim von Buttenhausen unter. Am 17. Juni 1943 wurden Franziska, Lutz und Wolfgang von Stuttgart, Sammellager Killesberg ins KZ Auschwitz deportiert und zu einem nicht bekannten Zeitpunkt ermordet. Nach dem Krieg wurden sie zum 30. Juni 1943 für tot erklärt. Stolpersteine für Franziska, Lutz, Wolfgang und Erich Neumann befinden sich seit 2017 auch vor ihrem letzten frei gewählten Wohnort in Eschwege in der Schulstraße 3. |
|      | LUTZ NEUMANN JG. 1934 MIT HILFE DER PFARRHAUSKETTE VERSTECKT GELEBT VERRATEN / VERHAFTET DEPORTIERT 1943 ERMORDET IN AUSCHWITZ      | Büchenbronner Straße 34 | 14. Nov. 2018  | Franziska Neumann wurde am 8. September 1909 als Tochter von Leopold und Pauline Müller, geb. Steindler, in Themar geboren. Ab 1937 lebte sie mit ihrem Ehemann Erich Neumann und den zwei Söhnen Ludwig, genannt Lutz Neumann (* 14. März 1934 in Gießen) und Wolfgang Neumann (* 23. August 1936 in Gießen) in Eschwege. In der Reichspogromnacht 1938 wurde Erich Neumann, der eine Stelle als Lehrer und Kantor in der orthodoxen jüdischen Schule innehatte, verhaftet und nach Durchgang des KZ Buchenwald im KZ Dachau interniert. Nach seiner Entlassung Ende Dezember 1938, die von Franziska durch die Vorlage eines auf ihn ausgestellten aber gefälschten Ausreisevisums nach San Domingo forciert wurde, gelang ihm im Sommer 1939 die Ausreise nach England in das vom britischen Council for German Jewry initiierten Durchgangslager Kitchener Camp in Richborough. Franziskas eigene Ausreisepläne verhinderte der Kriegsausbruch. Sie zog mit den Söhnen und ihrer verwitweten Mutter im Herbst 1939 nach Berlin, Charlottenburg und wurde bei der C. Lorenz AG dienstverpflichtet. Als Franziska Anfang 1943 den Stellungsbefehl zur Deportation erhielt, ihre Mutter war bereits am 14. Dezember 1942 ins KZ Auschwitz verschleppt worden, flüchtete sie und die Kinder mit Unterstützung von Mitgliedern der Bekennenden Kirche und gelangten über die Württembergische Pfarrhauskette nach Ebersbach an der Fils in das Haus des Pastors Hermann Diem. Hier lebte die dreiköpfige Familie ca. 3 Wochen getarnt als Berliner Bombenflüchtlinge. Franziska wurde denunziert, im April 1943 von der ortsansässigen Gendarmerie verhaftet und nach Stuttgart in Gestapohaft überstellt. Die Jüdische Kultusgemeinde Stuttgart brachte die Söhne vorübergehend im jüdischen Wohn- und Altersheim von Buttenhausen unter. Am 17. Juni 1943 wurden Franziska, Lutz und Wolfgang von Stuttgart, Sammellager Killesberg ins KZ Auschwitz deportiert und zu einem nicht bekannten Zeitpunkt ermordet. Nach dem Krieg wurden sie zum 30. Juni 1943 für tot erklärt. Stolpersteine für Franziska, Lutz, Wolfgang und Erich Neumann befinden sich seit 2017 auch vor ihrem letzten frei gewählten Wohnort in Eschwege in der Schulstraße 3. |
|      | WOLFGANG NEUMANN JG. 1936 MIT HILFE DER PFARRHAUSKETTE VERSTECKT GELEBT VERRATEN / VERHAFTET DEPORTIERT 1943 ERMORDET IN AUSCHWITZ  | Büchenbronner Straße 34 | 14. Nov. 2018  | Franziska Neumann wurde am 8. September 1909 als Tochter von Leopold und Pauline Müller, geb. Steindler, in Themar geboren. Ab 1937 lebte sie mit ihrem Ehemann Erich Neumann und den zwei Söhnen Ludwig, genannt Lutz Neumann (* 14. März 1934 in Gießen) und Wolfgang Neumann (* 23. August 1936 in Gießen) in Eschwege. In der Reichspogromnacht 1938 wurde Erich Neumann, der eine Stelle als Lehrer und Kantor in der orthodoxen jüdischen Schule innehatte, verhaftet und nach Durchgang des KZ Buchenwald im KZ Dachau interniert. Nach seiner Entlassung Ende Dezember 1938, die von Franziska durch die Vorlage eines auf ihn ausgestellten aber gefälschten Ausreisevisums nach San Domingo forciert wurde, gelang ihm im Sommer 1939 die Ausreise nach England in das vom britischen Council for German Jewry initiierten Durchgangslager Kitchener Camp in Richborough. Franziskas eigene Ausreisepläne verhinderte der Kriegsausbruch. Sie zog mit den Söhnen und ihrer verwitweten Mutter im Herbst 1939 nach Berlin, Charlottenburg und wurde bei der C. Lorenz AG dienstverpflichtet. Als Franziska Anfang 1943 den Stellungsbefehl zur Deportation erhielt, ihre Mutter war bereits am 14. Dezember 1942 ins KZ Auschwitz verschleppt worden, flüchtete sie und die Kinder mit Unterstützung von Mitgliedern der Bekennenden Kirche und gelangten über die Württembergische Pfarrhauskette nach Ebersbach an der Fils in das Haus des Pastors Hermann Diem. Hier lebte die dreiköpfige Familie ca. 3 Wochen getarnt als Berliner Bombenflüchtlinge. Franziska wurde denunziert, im April 1943 von der ortsansässigen Gendarmerie verhaftet und nach Stuttgart in Gestapohaft überstellt. Die Jüdische Kultusgemeinde Stuttgart brachte die Söhne vorübergehend im jüdischen Wohn- und Altersheim von Buttenhausen unter. Am 17. Juni 1943 wurden Franziska, Lutz und Wolfgang von Stuttgart, Sammellager Killesberg ins KZ Auschwitz deportiert und zu einem nicht bekannten Zeitpunkt ermordet. Nach dem Krieg wurden sie zum 30. Juni 1943 für tot erklärt. Stolpersteine für Franziska, Lutz, Wolfgang und Erich Neumann befinden sich seit 2017 auch vor ihrem letzten frei gewählten Wohnort in Eschwege in der Schulstraße 3. |